# Scolopendra spinosissima
Scolopendra spinosissima – gatunek dużej, azjatyckiej skolopendry, spotykany jedynie na Filipinach. Ubarwienie całego ciała wiśniowo-czerwonawe, z wyjątkiem czasem spotykanych osobników z ciemną głową oraz kilkoma pierwszymi segmentami. Liczba łysych członów czułków taka sama jak u Scolopendra subspinipes czyli 6 z łącznej liczby 19 członów. Zauważalna różnica między tymi dwoma gatunkami jest w budowie kolców na prefemurze ostatniej pary nóg, Scolopendra spinosissima ma je zdecydowanie masywniejsze i wyraźniej zaznaczone.  

## Występowanie
Scolopendra spinosissima jest endemitem występującym jedynie na Filipinach, odmiana czarnogłowa pochodzi z wyspy Negros, największej wyspy z archipelagu Visayan. Gatunek tropikalny, zamieszkuje deszczowe lasy, również często spotykany na terenach zurbanizowanych, gdzie łatwiej jest mu zdobyć pokarm oraz schronienie.